# Beach flag football agli Asian beach games
Il beach flag football è stato inserito nel programma degli Asian beach games di Phuket 2014. Non è prevista la sua presenza a Đà Nẵng 2016.
È stata disputata solo la competizione maschile.

## Titoli
| Edizione    | Oro        | Argento | Bronzo          |
| ----------- | ---------- | ------- | --------------- |
| Phuket 2014 | Thailandia | Kuwait  | Giappone e Cina |